# Златиборски брзи воз
Златиборски брзи воз је скулптура у дрвету, која се налази на Краљевом тргу, у Златибору, на истоименој планини. Свечано је откривена поводом јубилеја 120. година организованог туризма на Златибору, 18. августа 2013. године.
Скулптура је рађена према мотиву са фотографије-разгледнице коју је снимио ужички фотограф Илија Лазић почетком 20. века и дао јој име „Златиборски брзи воз”. На фотографији се налази златиборски кириџија Тодор Гајовић у традиционалној златибоској ношњи (ланене панталоне-пеленгир, дуга ланена кошуља, копоран, јанџик-кожна торба, плетена шубара и опанци) из златиборског села Стубла са својим товарним коњем.
Данашњи „Златиборски брзи воз” је дело самоуоког скулптора Миладина Лекића из Шљивовице. Скулптура кириџије рађена је од храстовог дрвета и висока је 2,60 метара, а скулптура коња са самаром је висока 2,50 метара и рађена је од брестовог дрвета које је пореклом управо из Стубла, па како каже сам аутор „можда се стари кириџија управо одмарао у хладовини овог дрвета”.
Све до тридесетих година 20. века златиборске кириџије путовале и преносиле разну робу са Златибора својим товарним коњима караванским путевима прво средњовековне Србије, Отоманског царства, Кнежевине, а затим Краљевине Србије. Своје планинске производе: сир, кајмак, ракију, рујевину, пршуту,качарске производе и др. а најчешће луч и катран су продавали или једноставно мењали за друге, њима потребније производе, најчешће жито и вино.
Своја дуга путовања скраћивали су ерским анегдотама и највернијим „пратиљама” тј. чувеним златиборским песмама „из вика”. Постоје подаци да су златиборске кириџије одлазили све до Дубровника, Скопља па чак и Солуна.

## Напомена
1. ↑  По другим изворима на фотографији је Тодор Удовичић Гајевић, али по истраживању историчара Милисава Р. Ђенића, ипак је у питању Тодор Гајовић, рођен 9. јуна 1860. године из Доброселице